# ひらめけ!冒険キッズ ナゾトキ×ランプ 3つのハテナ
『ひらめけ!冒険キッズ ナゾトキ×ランプ 3つのハテナ』（ひらめけ!ぼうけんキッズ ナゾトキ×ランプ 3つのハテナ）は、朝日放送テレビで2020年10月4日から25日まで放送されたバラエティ番組である。

## 概要
本番組から日曜23時台前半は1ヶ月毎に番組が変わるバラエティの単発枠に変わった。
新型コロナウイルス（COVID-19）の感染拡大の影響から勉強や遊び等を満足できない子ども向けに、中岡創一が「ナカオーカ」として子どもたちに対し3つの謎解きを出題し、それを解答すると欲しいものが貰えるといった内容であり、コカドケンタロウが「猿のコカドンキー」として、コカドによって子どもたちが助けてもらった上で謎解きの訓練に臨んでいくといった内容である。また、番組終盤にて「ナカオーカからの挑戦状」として謎解きクイズを出題していく。

## 出演者
- ロッチ
  - 中岡創一 - ランプのナゾトキ魔人・ナカオーカとして出演[2]
  - コカドケンタロウ - コカドンキー（子どもたちのサポート役）として出演[2]
- ヒロド歩美（当時朝日放送テレビアナウンサー） - ナレーション

## 放送時間
| 放送対象地域 | 放送局                   | 系列           | 放送日時                     | 放送期間                                        | ネット状況 |
| ------------ | ------------------------ | -------------- | ---------------------------- | ----------------------------------------------- | ---------- |
| 近畿広域圏   | 朝日放送テレビ（ABC TV） | テレビ朝日系列 | 日曜 23:00 - 23:25           | 2020年10月4日 - 10月25日                        | 制作局     |
| 福島県       | 福島放送（KFB）          | テレビ朝日系列 | 月曜 0:00 - 0:25（日曜深夜） | 2020年10月12日（11日深夜） - 11月2日（1日深夜） | 遅れネット |

## スタッフ
- 構成：やまだともカズ、神庭誠
- 問題作成：クイズ法人 カプリティオ
- TP：山中康男
- CAM：長野允耶【毎週】、名河内莉央、上岡一恵、香月崇志【週替り】
- VE：中野祐樹
- MIX：滝川殻、山本耕之【週替り】
- 美術：田中彰洋
- 美術協力：クラフト、東京衣裳、京阪商会、ビーム
- CG・キャラクター：奥田真也
- 編集：鈴木裕司、山中健司、森嶋亮、曽根徹【週替り】
- MA：天野彩花、大野健志、浅井佑人【週替り】
- 音効：樋口謙
- 技術協力：アイネックス、麻布プラザ、ピースリー本舗
- 編成：鈴鹿相哉（朝日放送テレビ）
- PR：衣川淳子（朝日放送テレビ）
- HP：清水さちえ
- デスク：中村美穂（朝日放送テレビ）
- AD：富山将嗣・市原克馬・阪上佑一郎（ABCリブラ）、監物康太、濱永葉月、沖野友城
- ディレクター：渡辺晃司・松本一央（ABCリブラ）、坂本佳則（MILLERTIMEinc.）、小高正裕（M's）
- 演出：赤平卓、東上床直樹（#2 - ）
- プロデューサー：桒山哲治（朝日放送テレビ・大阪本社）、吉村鉄平・山下浩司（ABCリブラ）
- チーフプロデューサー：森和樹（朝日放送テレビ・東京支社）
- 制作協力：ABCリブラ、MILLERTIMEinc.、M's
- 制作：朝日放送テレビ